# Giovanni Francesco Pozzo
Giovanni Francesco Pozzo (falecido em 1619) foi um prelado católico romano que serviu como bispo de Chiron de 1617 a 1619.

## Biografia
No dia 2 de Outubro de 1617, Giovanni Francesco Pozzo foi nomeado durante o papado de Paulo V como Bispo de Chiron. Lá, serviu como bispo até à sua morte em 1619.